# Cedric Tillman
Cedric Jashon Tillman (Las Vegas, Nevada; 19 de abril de 2000) más conocido como Cedric Tillman, es un jugador profesional estadounidense de fútbol americano, se desempeña en la posición de wide receiver en Cleveland Browns, en la National Football League (NFL).

## Carrera
Hizo su debut profesional con el equipo Cleveland Browns, lleva jugando una temporada, comenzó en el 2023.